# Montafon
Le Montafon est une vallée intra-alpine située dans la région du Vorarlberg en Autriche. D'une longueur de 39 km, elle s’étend du Bielerhöhe à la ville de Bludenz et est parcourue par l’Ill.

## Géographie
L'Ill, affluent du Rhin, suit la vallée de Montafon qui est parcourue par la route alpine Silvretta.

## Économie

### Agriculture
Une forme particulière d’alpage est appelée Maisäβ (alpage intermédiaire) : une surface défrichée qui comporte des chalets et écuries. Sur chaque Maisäß se trouvent au moins une petite maison ou un chalet et une écurie. Les Maisäße et les formes d’agricultures qui y sont liées sont l’expression d’une forme traditionnelle d’exploitation de la terre dans la vallée du Montafon, dont l’histoire remonte aux trois étapes de la transhumance alpine. Aujourd’hui, de nombreux Maisäße ne sont plus exploités, ils ont perdu leur importance passée à cause des grands changements structurels de l’agriculture.
Depuis le XIIe siècle, la région produit un fromage de lait écrémé le Muntafuner Sura Kees en dialecte, qui est l’un des plus anciens fromages traditionnels des Alpes.
Les techniques agricoles ancestrales toujours utilisées dans la région sont thématisés au fil des 13 stations du sentier artistique Gauertaler AlpkulTour. Dans la vallée d’altitude Gauertal, les marcheurs peuvent découvrir le paysage culturel des massifs du Montafon à celui du Rätikon. 13 sculptures en bois de pin de l’artiste local Roland Haas jalonnent le parcours de presque 13 kilomètres. Des visites guidées, des brochures, ainsi que des QR-codes complètent l’itinéraire.

### Tourisme
Le tourisme hivernal et estival est une activité importante pour la région. Deux millions de nuitées par an occupent les quelque 20 000 lits offerts par environ 1 300 établissements qui se trouvent entre 650 et 2 032 m d’altitude, entourés par des montagnes qui culminent à 3 312 m (Piz Buin). La vallée de Montafon comprend onze lieux touristiques et huit communes.

#### Période hivernale
Six domaines skiables se trouvent dans la vallée de Montafon : Brandnertal, Golm, Silvretta Montafon, Gargellen, Silbertal-Kristberg et Silvretta-Bielerhöhe, avec 77 remontées mécaniques et 295 km de pistes skiables. Il y a aussi 2 patinoires et 5 pistes de curling.
On trouve aussi plusieurs domaines de ski hors-piste, par exemple Novatal, Hochjoch ou Gargellen. Pour les randonnées hivernales, 290 km de chemins sont damés et en partie éclairés et pour les raquettes, ce sont 150 km de pistes qui s’offrent aux promeneurs. Le plus grand snowpark se trouve à la station Silvretta Montafon. Les skieurs de fond ont environ 121 km de pistes classiques avec traces et 33 km de pistes de skating avec différents niveaux de difficulté.
La Coupe du monde de snowboard de Montafon se déroule tous les ans en décembre au Montafon et fait partie de la Coupe du monde de snowboard de la Fédération internationale de ski depuis la saison 2012-2013. Les meilleurs snowboarders internationaux se retrouvent pour des courses sur la piste escarpée et sinueuse du domaine skiable de Silvretta Montafon.

#### Période estivale

##### Randonnées
En été, la vallée de Montafon propose 1 160 km de chemins de randonnées balisés, dont certains sont adaptés aux enfants ou aux poussettes (Muntafuner Gagla Weg). Neuf téléphériques fonctionnent en été, en ticket combiné avec la vallée Brandnertal, ce sont 17 téléphériques qui peuvent être empruntés. De nombreux chemins peuvent être utilisés pour la marche nordique.

##### Cyclisme
Les cyclistes et amateurs de VTT trouveront 260 km de pistes cyclables et de VTT. Elles sont balisées selon leur type et leur degré de difficulté est indiqué comme pour les pistes de ski. La route Silvretta Hochalpenstraβe, avec des dénivelés allant jusqu’à 14 %, est appréciée des cyclistes. En été, a lieu chaque année le marathon M3-Montafon-Moutainbike. De plus, les sportifs trouveront au Montafon un réseau E-Bike avec 28 stations de chargement ou d’échange de batteries de VTT électriques.

##### Escalade
Au Montafon se trouvent aussi 19 via ferrata et de nombreux murs d’escalade.

## Culture

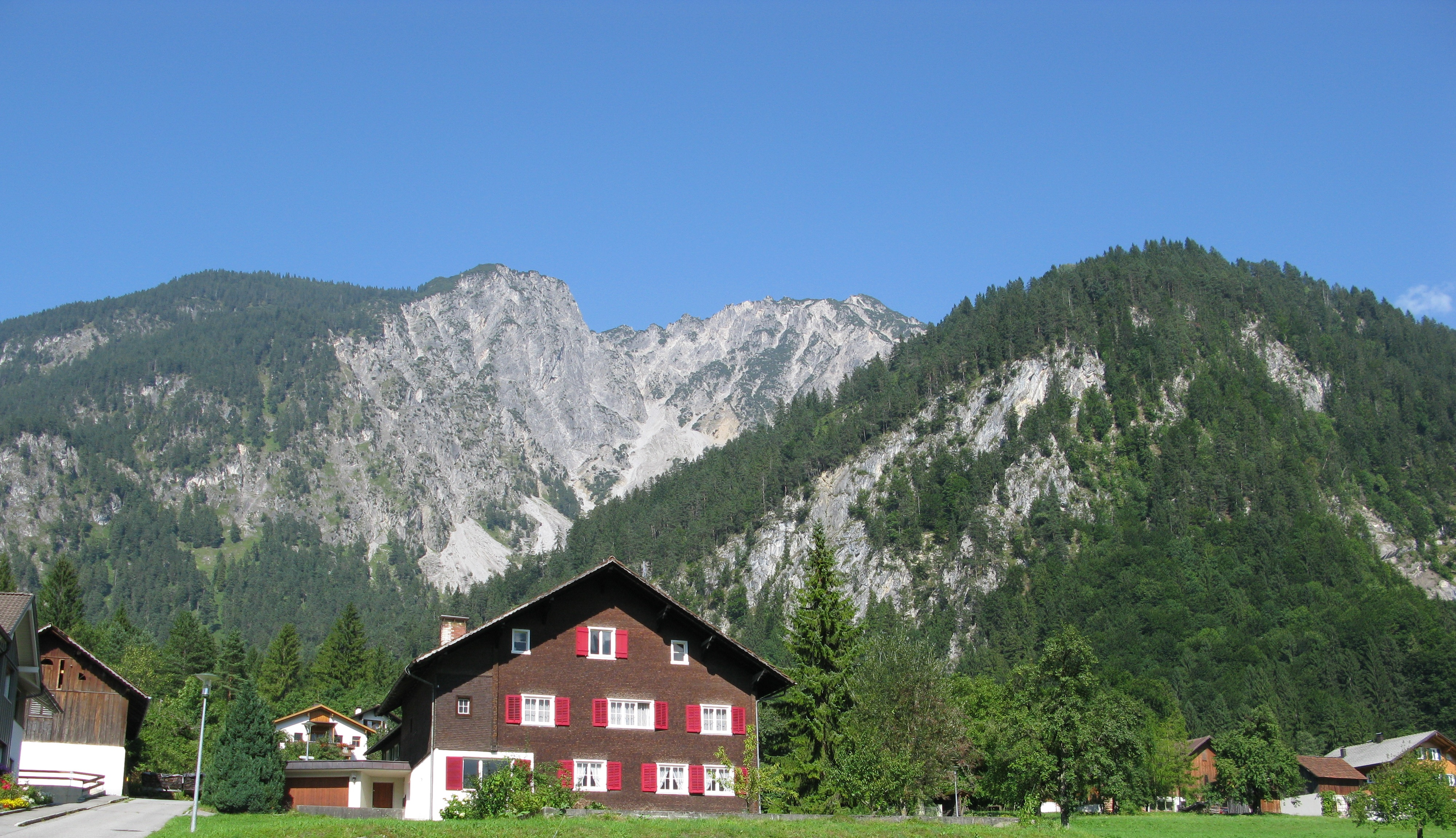
Sankt Anton im Montafon.

### Architecture
L’architecture typique de la vallée mélange le bois et la pierre dans l’habitat traditionnel. C’est un type de construction particulière, appelée Montafonerhaus (maison du Montafon), aisément reconnaissable et typique et de cette vallée.

### Mobilier

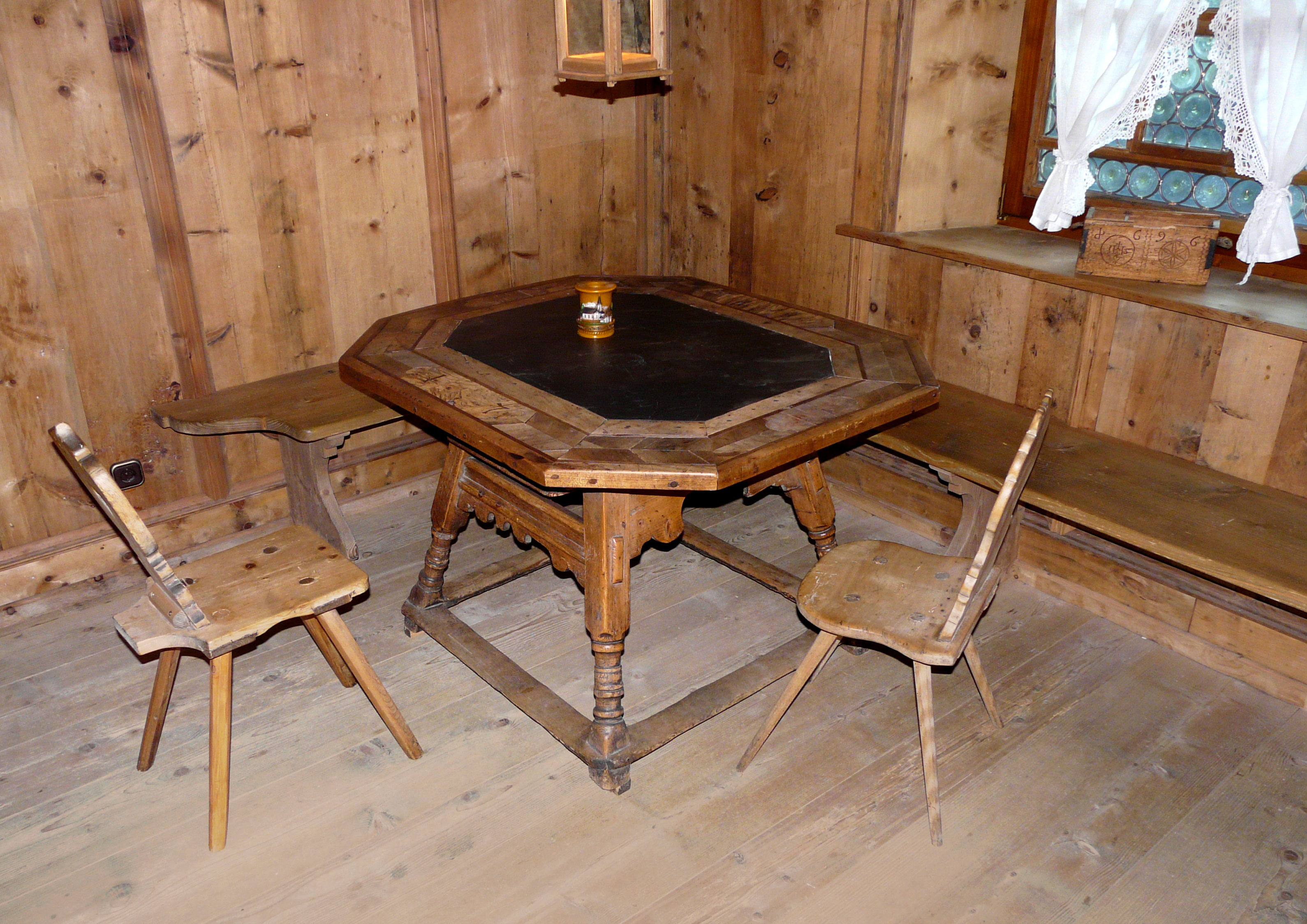
Mobilier présent à Gaschurn.

Les tables présentent aussi un savoir-faire typique : rectangulaires ou octogonales, avec un centre en ardoise qui sert de dessous de plat et d’écritoire, un tiroir, des pieds obliques et des barres qui servent de repose-pieds. Un banc d’angle, des chaises et le coin de prière avec croix et ex-votos complètent souvent ce mobilier.

### Habillement

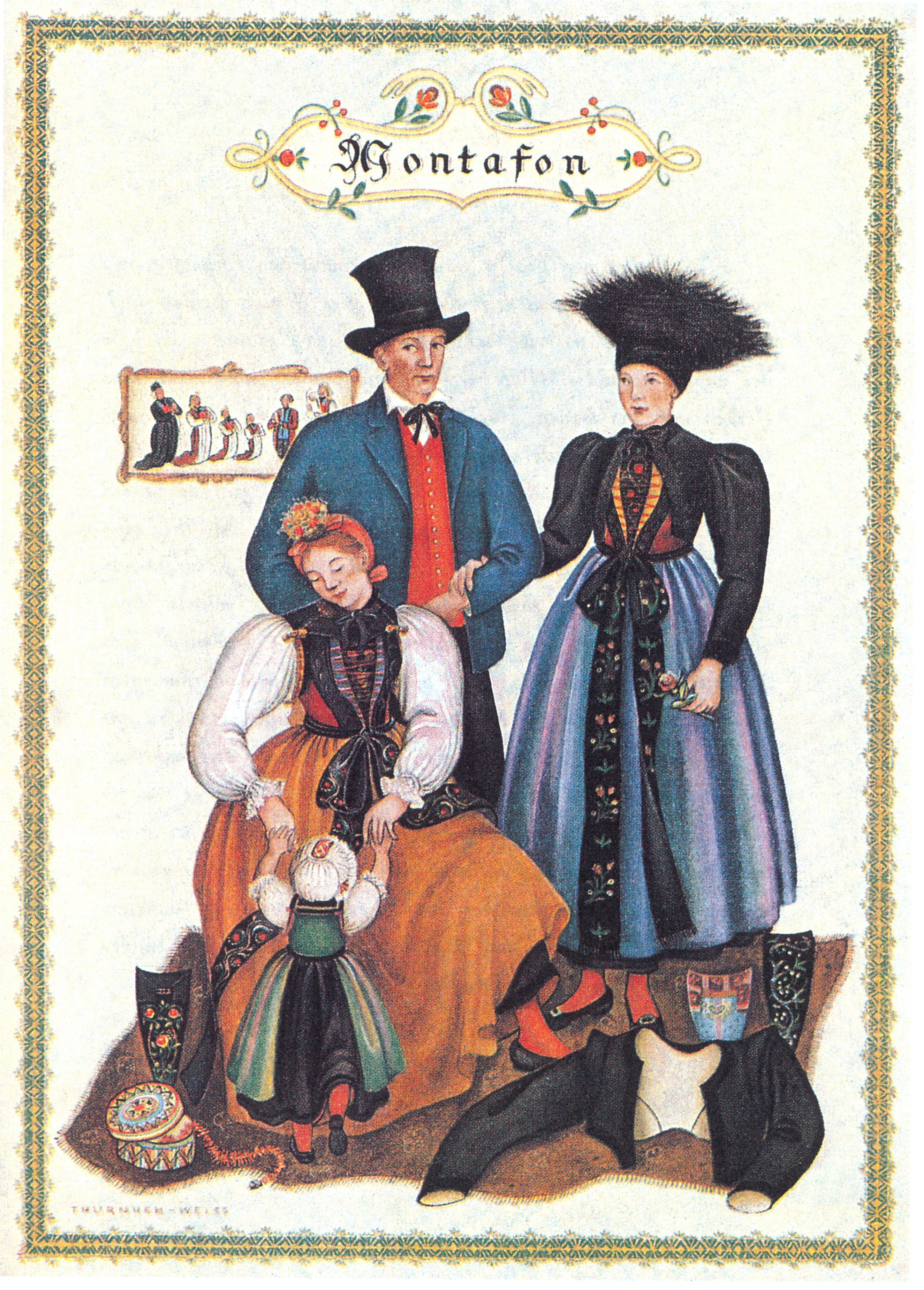
Costumes traditionnels.

La vallée du Montafon possède son habit traditionnel masculin et féminin : la robe (Juppe), deux sortes de vestes (Glögglitschopa und Schlutta), un plastron brodé, différentes coiffes. Seules les filles célibataires peuvent porter la robe avec de longues manches blanches. 

#### Séjour d'Ernest Hemingway
En 1925-1926, Ernest Hemingway a séjourné au Montafon, il y a écrit son ouvrage Le soleil se lève aussi,.

### Musées
- Le musée du tourisme de Montafon, ouvert en 1992[16]
- Le musée de la mine de Silbertal[17]

### Festival de musique
Le festival « Montafoner Resonanzen » a été fondé en 1977 par Bernd-H. Becher comme une série d'événements sous le nom de Montafoner Sommerkonzerte. Le fondateur a accompagné le festival pendant plus de 20 ans. Depuis 2015, le festival est dirigé par Markus Felbermayer en tant que directeur de l'organisation et Montafon Tourisme en tant qu'organisateur.
En 2017, le festival a été rebaptisé Montafoner Resonanzen et continue à rassembler des musiciens internationaux de rang et de plusieurs genres : de la musique à vent, de chambre et de jazz à la musique folklorique, en passant par le cross-over et l'orgue. Tous les concerts sont donnés dans des lieux parfois inhabituels tels qu'une prairie en face d'un hôtel à Gaschurn ou dans le refuge de montagne de Schruns-Tschagguns ,. Chaque année le festival accueille en moyenne 2 700 spectateurs.

### Gastronomie
Le Montafoner Sauerkäse ou fromage de Montafon (en dialecte : Sura Kees ou Sura Käs, désignant un type de fromage au lait caillé) est un fromage au lait caillé fabriqué dans le Montafon depuis le XIIe siècle. Le Montafon possède l'une des plus anciennes traditions de production fromagère de la région alpine, et ce fromage est toujours un produit laitier important. Il contient très peu de matières grasses (1 à 10 % de matières grasses dans la matière sèche) et constitue une spécialité locale, similaire au fromage gris tyrolien,.

## Compétitions sportives
La Coupe du monde de snowboard de Montafon se déroule tous les ans en décembre au Montafon et fait partie de la Coupe du monde de la Fédération internationale de ski depuis la saison 2012-2013. Les meilleurs snowboarders internationaux se retrouvent pour des courses sur la piste escarpée et sinueuse du domaine skiable de Silvretta Montafon. Les courses débutent sous le sommet du Hochjoch et se terminent près de la station et du téléphérique. La différence d'altitude entre le départ et l'arrivée est d'environ 200 mètres. La coupe du monde s'y est poursuivi jusqu'à la saison 2021/2022, mais l'édition 2022 a été annulée. 
Le marathon Montafon-Arlberg (en) est un marathon de montagne qui a lieu depuis 2003. Il se déroule sur une distance de 42 195 mètres et à une altitude moyenne  de 1 500 mètres dans les deux États fédéraux Autrichiens que sont le Vorarlberg et le Tyrol.